# 阿布特維爾
阿布特維爾是瑞士的城鎮，位於該國中部，由阿爾高州負責管轄，面積4.14平方公里，海拔高度536米，2012年人口932，七成人口信奉羅馬天主教，人口密度每平方公里225人。